# Sielsowiet Peliszcze
Sielsowiet Peliszcze (biał. Пелішчанскі сельсавет, Pieliszczanski sielsawiet; ros. Пелищенский сельсовет) – sielsowiet na Białorusi, w obwodzie brzeskim, w rejonie kamienieckim, z siedzibą w Peliszczach.

## Demografia
Według spisu z 2009 sielsowiet Peliszcze zamieszkiwało 1867 osób, w tym 1286 Białorusinów (68,88%), 211 Ukraińców (11,30%), 192 Polaków (10,28%), 142 Rosjan (7,61%), 18 Ormian (0,96%), 4 Tatarów (0,21%), 4 Mołdawian (0,21%), 4 Niemców (0,21%), 4 osoby innych narodowości i 2 osoby, które nie podały żadnej narodowości.
Do 2019 liczba ludności spadła do 1543 osób. Największymi miejscowościami były wówczas Peliszcze (1203 mieszkańców) i Szczerbowo (107 mieszkańców). Liczba ludności żadnej z pozostałych miejscowości nie przekraczała 50 osób.

## Geografia i transport
Sielsowiet położony jest w południowo-wschodniej części rejonu kamienieckiego. Od północy graniczy z Kamieńcem.
Przez sielsowiet przebiegają drogi republikańskie R7 i R85.

## Miejscowości
- agromiasteczko:
  - Peliszcze
- wsie:
  - Berezniaki
  - Indycze
  - Jakubowicze
  - Podbrodziany 1
  - Podbrodziany 2
  - Pruska Wielowiejska
  - Ranie
  - Siedruż
  - Sosny
  - Strzele
  - Szczerbowo
- dawne folwarki:
  - Połoniany
  - Życin